# Vårjasmin
Vårjasmin (Jasminum mesnyi) är en art i familjen i syrenväxter från centrala och sydvästra Kina. Vårjasmin odlas som krukväxt i Sverige.
Vårjasmin är en städsegrön buske. Blommorna är gula och blir 2-4,5 cm i diameter.
Vårjasmin liknar vinterjasmin (J. nudiflorum) som dock är lövfällande och har mindre blommor som blir 2-2,5 cm i diameter.

## Synonymer
- Jasminum primulinum Hemsley.